# Henning Hauger
Henning Hauger, född 17 juli 1985 i Bærum, är en norsk fotbollsspelare (mittfältare) som spelar för Strømsgodset IF.

## Klubbkarriär
Hauger debuterade i Tippeligan 2003 och blev ordinarie i laget 2005, då Stabæk gick upp igen efter en säsong i division 1.
I januari 2013 värvades han av IF Elfsborg, där han skrev på ett treårskontrakt. I juli 2015 förlängde han sitt kontrakt med 4,5 år.
I januari 2017 värvades Hauger av Strømsgodset IF.

## Landslagskarriär
Hauger har spelat mer än 20 junior- och ungdomslandskamper, och blev 18 januari 2006 uttagen i norska landslagets trupp till träningsmatcher mot USA och Mexiko, efter att Tommy Svindal Larsen och Christian Grindheim inte kunde spela.